# Zdounky
Zdounky (deutsch Zdounek) ist eine Gemeinde in Tschechien. Sie liegt zehn Kilometer südwestlich von Kroměříž und gehört zum Okres Kroměříž.

## Geographie
Zdounky befindet sich rechtsseitig der Kotojedka am nördlichen Fuße des Marsgebirges. Nach Südwesten schließt sich jenseits des Tales das Littentschitzer Bergland an. Südlich des Ortes liegt die höchste Erhebung des Marsgebirges, der Brdo. In Zdounky kreuzt sich die Staatsstraße 428 zwischen Morkovice-Slížany und Staré Město mit der 432 zwischen Kroměříž und Kyjov.

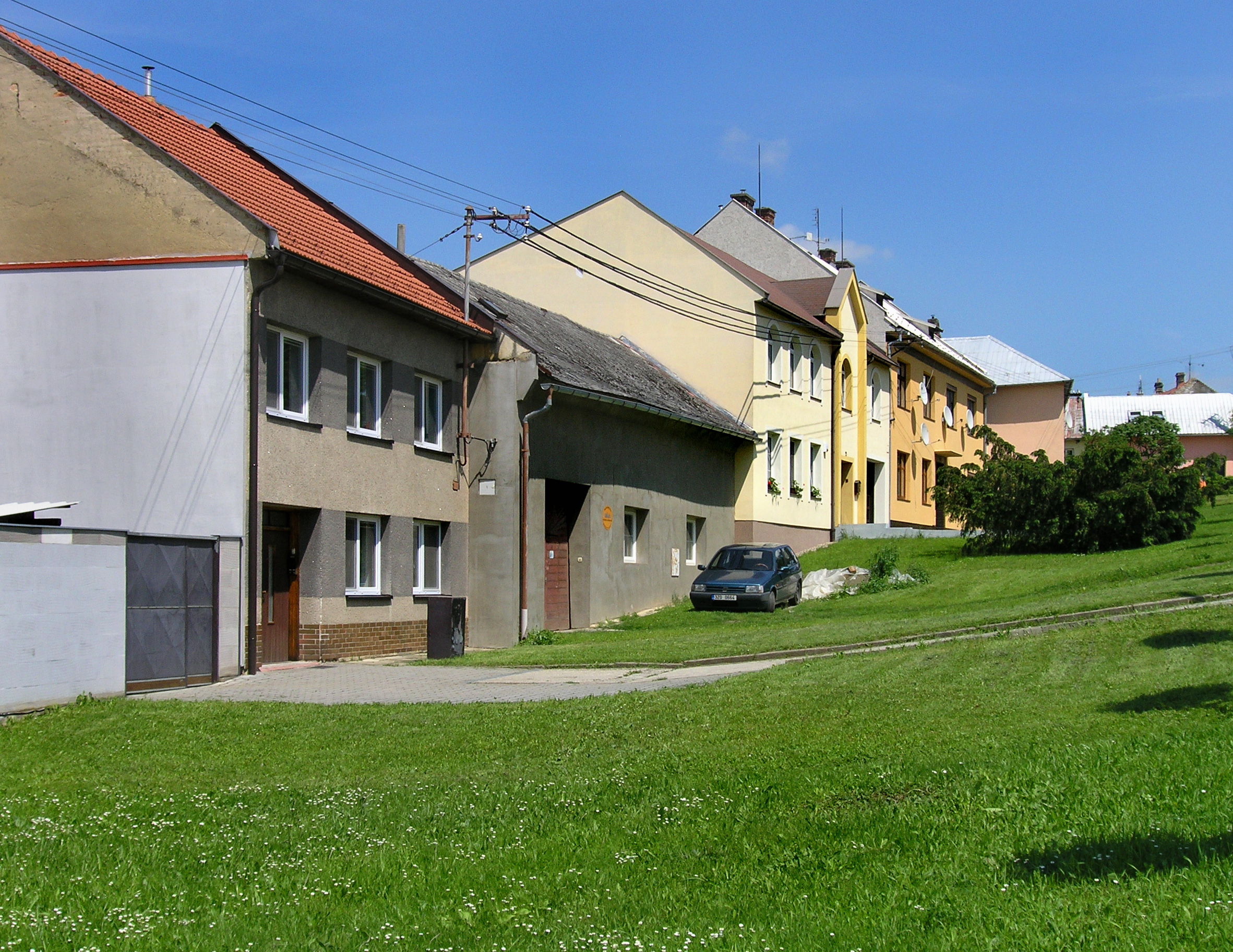
Zdounky

Nachbarorte sind Nětčice im Norden, Šelešovice, Skržice und Soběsuky im Nordosten, Cvrčovice im Osten, Divoky im Süden, Těšánky im Südwesten, Troubky im Westen sowie Zborovice im Nordwesten.

## Geschichte
Die erste urkundliche Erwähnung von Zdounky stammt aus dem Jahre 1298 mit dem Namen de Noneken und seit 1358 wurde der Ort als Markt bezeichnet. Stefan von Holstein und Wartnau, der seit 1406 die Feste Zdounek besaß, war ein Anhänger König Sigismund und Gegner der Hussiten. Auf ihrem Zug nach Kroměříž zerstörten 1423 die Hussiten den Marktflecke einschließlich der Feste.
Bis 1480 gehörte Zdounek den Holsteinern, dann erfolgten mehrere Besitzerwechsel, bis 1523 Wenzel von Žerotín auf Buchlov den Besitz erwarb. 1564 wurden die Zoubek von Zdětín neue Herren von Zdounky. Kateřina Eliška Zoubková vermachte ihren Besitz 1635 an den Jesuitenorden. Nach der Säkularisation fiel Zdounek 1785 an den Religionsfonds aus dem es 1806 die Grafen Lamberg erwarben.
Nach der Aufhebung der Patrimonialherrschaften erhielt Zdounek 1850 seine Eigenständigkeit und wurde Sitz eines Gerichtsbezirkes im politischen Bezirk Kremsier. Das Schloss ging 1889 an Maria Josepha von Lamberg und ihren Mann Friedrich Arthur von Thurn und Taxis über. Nächste Besitzerin war deren Tochter Marie verheiratete Gräfin Strachwitz und blieb bis zur Enteignung von Hugo Friedrich von Strachwitz im Jahre 1948 im Familienbesitz.
Nach dem Zweiten Weltkrieg verlor der Ort seinen Status als Markt und ist seitdem ein Dorf.

## Ortsgliederung
Die Gemeinde Zdounky besteht aus den Ortsteilen Cvrčovice (Grillendorf), Divoky (Diwok), Lebedov (Lebedau), Nětčice (Nietschitz), Těšánky (Klein Tieschans) und Zdounky (Zdounek).

## Sehenswürdigkeiten
- Schloss Zdounky, ehemaliger Sitz der Familie Strachwitz.
- Pfarrkirche der Heiligen Dreifaltigkeit, der ursprünglich gotische Bau entstand vor 1366 und wurde 1423 in den Hussitenkriegen verwüstet. 1570 erfolgte der Turmanbau. Im 18. Jahrhundert wurde das Gotteshaus umgebaut.
- ehemaliges Bezirksgericht, erbaut 1906
- altes Pfarrhaus, das einstöckige Bauwerk entstand 1640
- Gipfel Brdo im Marsgebirge, mit Aussichtsturm

## Söhne und Töchter der Gemeinde
- Karl Berthold Hofmann (1842–1922), österreichischer Mediziner
- Franz Hofmann (1845–1897), österreichischer Jurist und Universitätsprofessor
- Julius Mader (Übersetzer) (1899–nach 1949), deutscher Übersetzer und Verleger

## Bilder

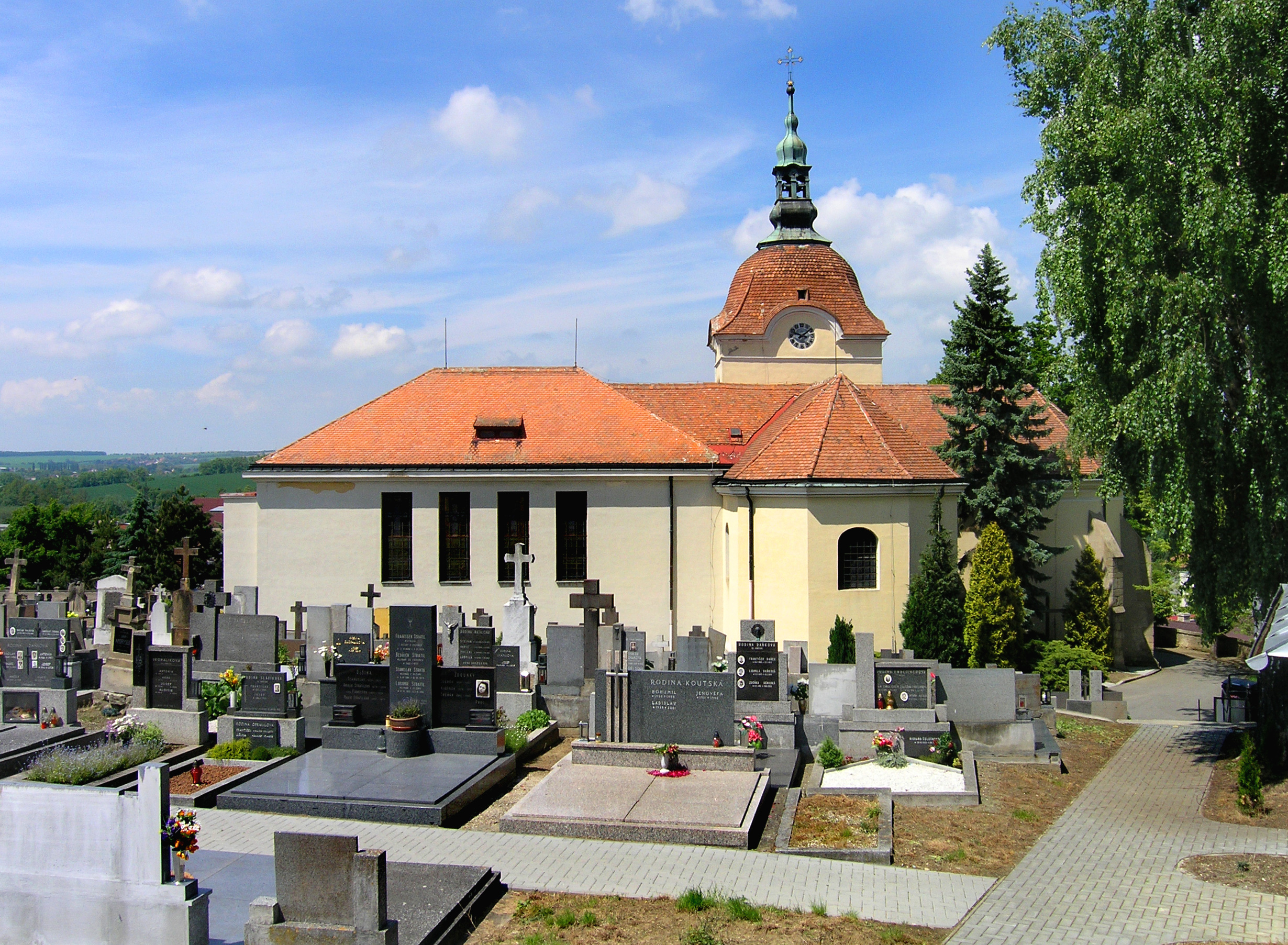
Pfarrkirche der Heiligen Dreifaltigkeit
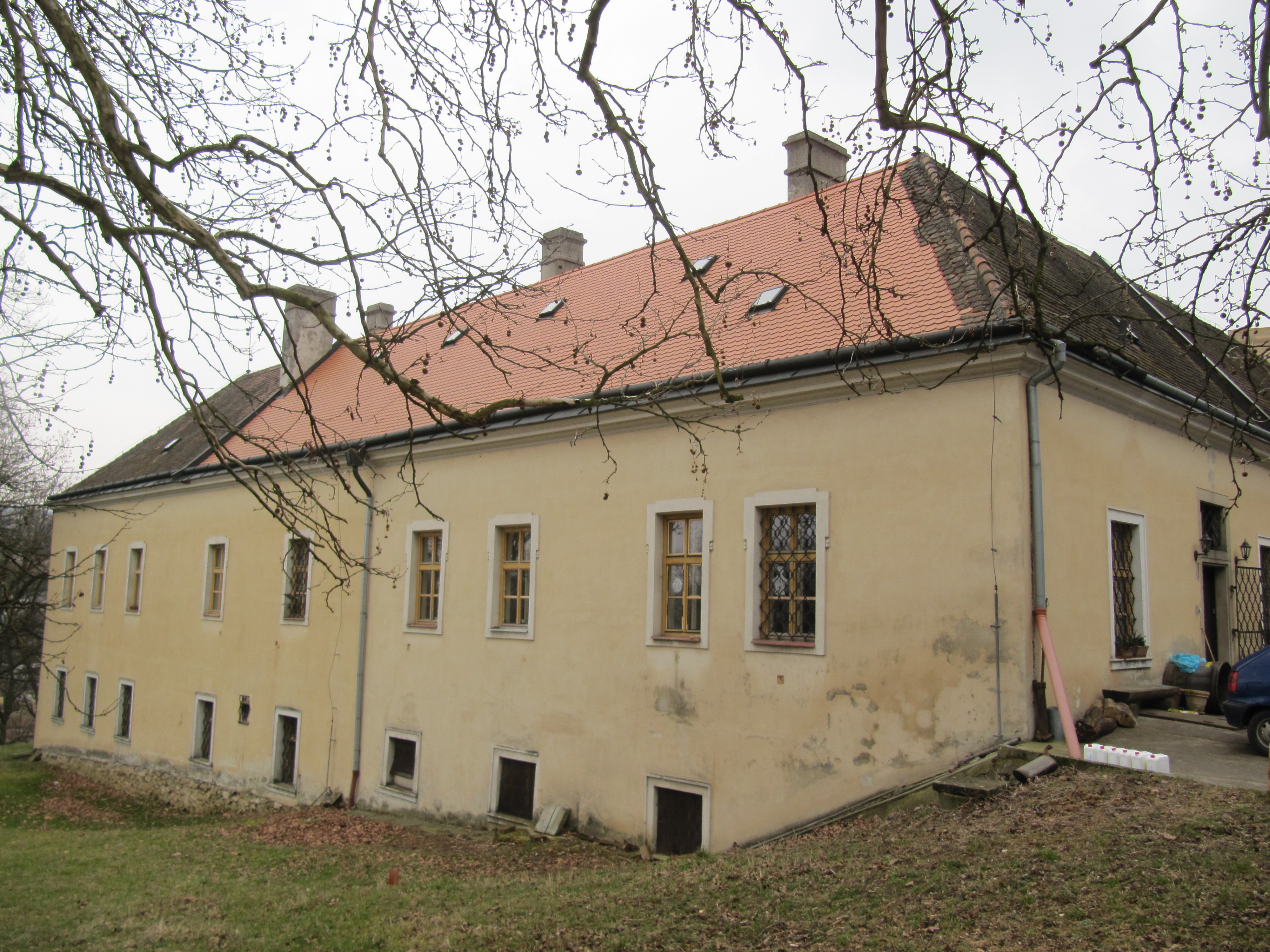
Schloss
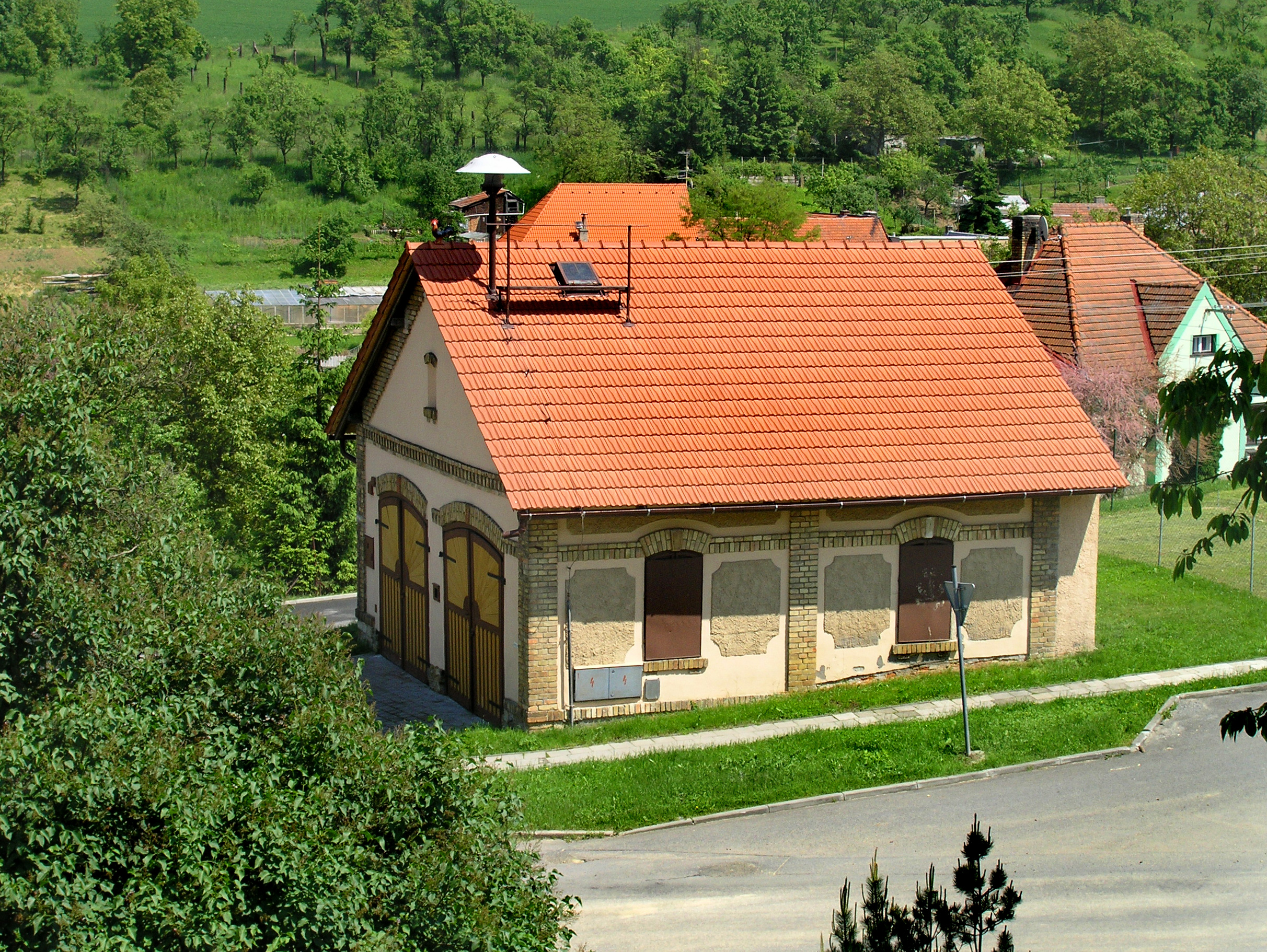
Zákostelístraße
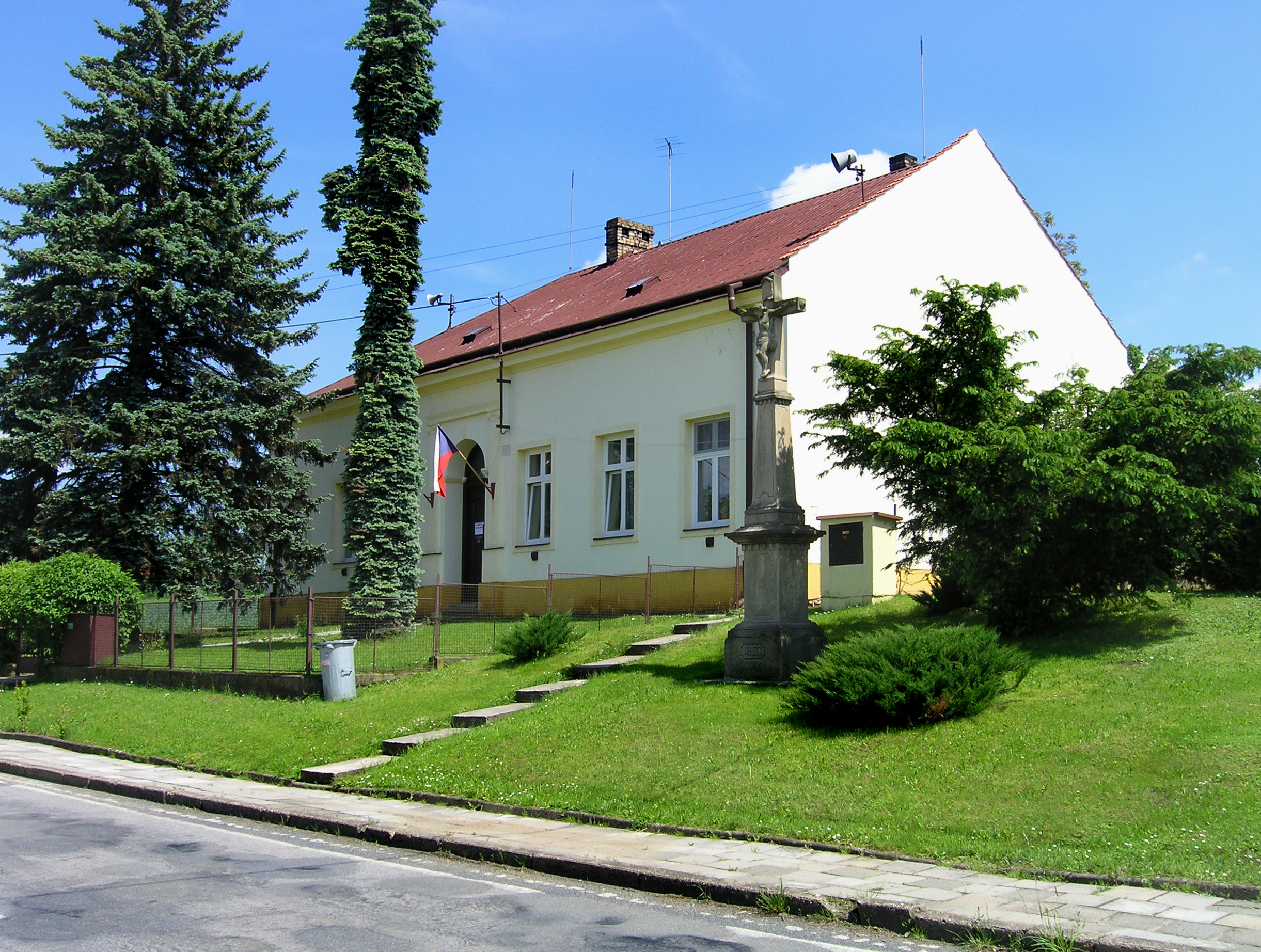
Ortsteil Těšánky
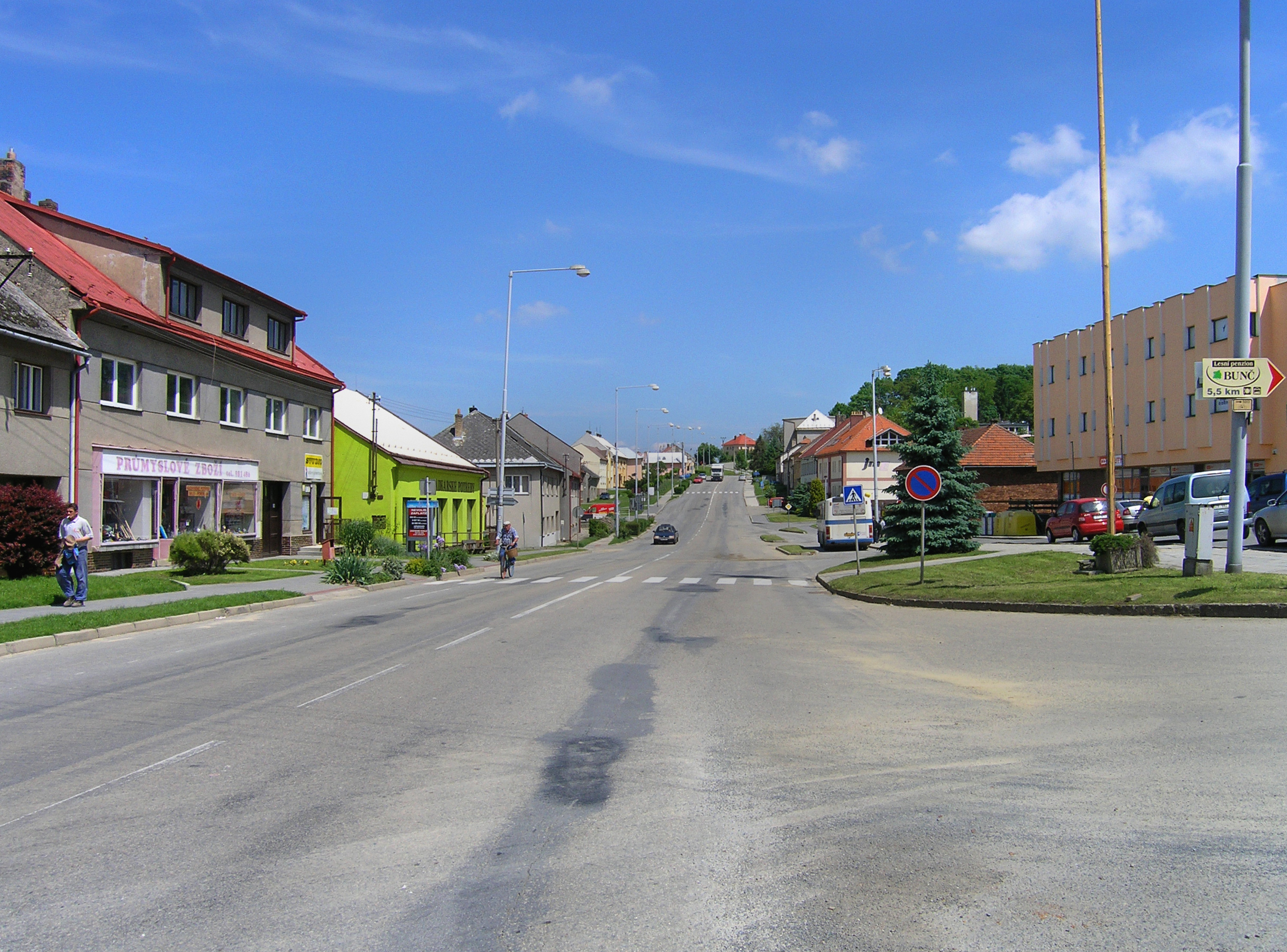
Hauptplatz